# Ted Leo and the Pharmacists
Ted Leo and the Pharmacists är ett amerikanskt punkinspirerat indierock-band, som har gett ut fem studioalbum. Frontfigur i bandet är Ted Leo.

## Medlemmar
Nuvarande medlemmar
- Ted Leo - sång, gitarr (1999-idag)
- James Canty - gitarr, basgitarr, sång (2000-2004, 2007-idag)
- Chris Wilson - trummor (2002-idag)

Tidigare medlemmar
- Jodi V.B – basgitarr (1999-2001)
- Amy Farina – trummor (2000-2001)
- Dorien Garry – keyboard (2002-2004)
- Dave Lerner – basgitarr, bakgrundssång (2002-2007)
- Marty Key – basgitarr (2007-2011)

## Diskografi
Album
- tej leo(?), Rx / pharmacists (september 1999)
- The Tyranny of Distance (juni 2001)
- Hearts of Oak (januari 2003)
- Shake the Sheets (oktober 2004)
- Living with the Living (mars 2007)
- The Brutalist Bricks (mars 2010)

EP
- Guitar for Jodi (1999)
- Treble in Trouble (2000)
- Tell Balgeary, Balgury Is Dead (2003)
- Ted Leo and the Pharmacists / Blueline Medic (2005) (delad EP)
- Sharkbite Sessions	Lookout! (2005)
- Mo' Living (2007)
- Rapid Response (2008)